# Brittany Byrnes
Brittany Byrnes  est une actrice et productrice australienne née le 31 juillet 1987.

## Biographie
Enfance
Brittany Byrnes est née en Australie. Elle pratique de la danse depuis qu'elle a quatre ans et fait partie des danseurs Bradshaw Performing Arts Academy.  
Carrière
Brittany Byrnes joue son premier rôle dans le film Babe à l'âge de sept ans. Par la suite, elle incarne un rôle principal dans le téléfilm Halloween d'enfer. De 2007 à 2008, elle obtient un rôle secondaire dans la série H2O, dans laquelle elle incarne Charlotte Watsford. En 2005, Brittany reçoit le Prix du jeune acteur de l'AFI Award pour sa performance dans Little Oberon et reçoit également le Prix de l'actrice de soutien pour sa performance dans H2O.

## Filmographie
- 1994 : Heartbreak High : Rachel Stewart (série télévisée, 2 épisodes)
- 1995 : Babe : grande sœur de la famille Hoggetts
- 1996 : Twisted Tales : Jessie (série télévisée, invitée)
- 1996 : G.P : une inconnue (série télévisée, invitée)
- 1998-2000 : Search for Treasure Island : Thea Hawkins (série télévisée, 26 épisodes)
- 1998 : Children's Hospital : Helen Voyt (série télévisée, invitée)
- 1998 : Breakers : Catherine (série télévisée)
- 1998 : The Violent Earth : Helene enfant
- 1999 : BeastMaster : Muraki (invitée)
- 2000 : Water Rats : Geena Sadler (2 épisodes)
- 2001 : Escape of the Artful Dodger : Hannah Schuler (26 épisodes)
- 2001 : Halloween d'enfer (When Good Ghouls Go Bad) : Dayna
- 2002 : Don't Blame the Koalas : inconnue (invitée)
- 2003 : Swimming Upstream : Diane Fingleton
- 2003 : Sirènes (Mermaids) : Tess
- 2005 : Little Oberon : Natasha Green
- 1998-2008 : All Saints : Jacinta Clarke, Vicki Ross, Becky Franklin, Vicki Rees, Emma Ruinliven (5 épisodes)
- 2007-2008 : H2O : Charlotte Watsford (saison 2)
- 2008 : Scorched : Deanna Pearce
- 2009 : Sunset Over Water : Magda
- 2011 : Toybox : Tina (6 épisodes)
- 2014 : Wonderland : Pip Sallinger (invitée)